# Andrómeda II
Andrómeda II es una galaxia enana esferoidal a unos 2,22 millones de años luz de la Tierra en la constelación de Andrómeda. Fue descubierta por Sydney van Der Bergh en 1970-1971.
Andrómeda II forma parte del Grupo Local, y aunque generalmente se considera que es una galaxia satélite de la galaxia de Andrómeda (M31), su proximidad a la galaxia del Triángulo (M33) genera dudas en cuanto a si es satélite de una u otra.